# Agave applanata
Agave applanata ist eine Pflanzenart aus der Gattung der Agaven (Agave). Ein englischer Trivialname ist „Gray Agave“.

## Beschreibung
Agave applanata wächst einzeln. Die Rosetten erreichen Wuchshöhen von 50 bis 100 cm und einen Durchmesser von 100 bis 200 cm. Die variablen, linealisch bis lanzettenförmigen, kräftigen, bläulichen bis grauen Blätter sind 40 bis 60 cm lang und 7 bis 10 cm breit. Die hornigen Blattränder sind gezahnt. Der flexibel angeordnete, dunkelbraune bis rötliche Enddorn ist 3 bis 7 cm lang.
Der rispige, schmale, gerade Blütenstand wird 4 bis 8 m hoch. Die gelben Blüten sind 55 bis 80 mm lang und erscheinen im unteren Bereich des Blütenstandes und reichen bis zur Spitze, an lockeren, kurzen, unregelmäßig angeordneten Verzweigungen. Die Blütenröhre ist 15 bis 22 mm lang.

## Systematik und Verbreitung
Agave applanata wächst in Mexiko in den Bundesstaaten Durango, Zacatecas, Chihuahua, Hidalgo, México, Puebla, Veracruz, Querétaro und Oaxaca, an steinigen Hängen, in verschiedenen Bodenformationen, in Grasland und offenem Waldland bis 2400 m Höhe. Sie ist vergesellschaftet mit Kakteen- und Sukkulentenarten.
Die Erstbeschreibung durch Karl Heinrich Koch ist 1862 veröffentlicht worden. Ein Synonym ist Agave schnittspahnii Jacobi.
Agave applanata ist ein Vertreter der Sektion Ditepalae. Aufgrund des großen Verbreitungsgebietes ist die Variabilität innerhalb der Populationen entsprechend hoch. Agave applanata wird im Boyce Thompson Arboretum in Superior in Arizona kultiviert. Kultivierte Exemplare finden sich in Europa in der Sammlung von Jos van Roosbroeck in Belgien und Bodensee-Sukkulenten in Deutschland.